# Сантьяго Мальгоса
Сантьяго Мальгоса (ісп. Santiago Malgosa, 25 липня 1956) — іспанський хокеїст на траві.
Срібний призер Олімпійських Ігор 1980 року, учасник 1984 року.